# Chiesa di Sant'Andrea (Viareggio)
La chiesa di Sant'Andrea si trova nella parte vecchia di Viareggio, in via Sant'Andrea 55.
Nel 1836 il duca di Lucca Carlo Ludovico di Borbone decretò la costruzione di una nuova parrocchia a Viareggio, che venne dedicata a Sant'Andrea. Nel 1839 la parrocchia venne assegnata ai Servi di Maria; l'anno successivo papa Gregorio XVI emanava un breve pontificio con il quale assegnava in perpetuo la chiesa e la parrocchia ai Serviti. L'edificio venne costruito insieme all'annessa canonica nel 1842 su disegno dell'ingegnere Michele Cervelli di Lucca. In quell'anno l'arcivescovo di Lucca Giovanni Domenico Stefanelli emanò il decreto per istituire la nuova parrocchia scorporando da quella della chiesa di Sant'Antonio. Nel 1938 vennero fuse le attuali quattro campane dalla storica Fonderia Luigi Magni di San Concordio (Lucca), le quali risultano essere attualmente le più antiche della città di Viareggio.
L'ingegnere Cervelli, nella spoglia composizione dell'edificio, improntata al severo classicismo della Restaurazione, realizzò perfettamente un linguaggio architettonico decoroso e funzionale a un tempo: quel linguaggio che nelle intenzioni della committenza pubblica doveva contraddistinguere l'edilizia di neonato centro marittimo di Viareggio.
All'interno della chiesa si trovano interessanti opere d'arte e numerose reliquie. Qui operò ed è sepolto sant'Antonio Maria Pucci.
Nel giugno del 1963 è stata elevata alla dignità di basilica minore.

## Altre immagini

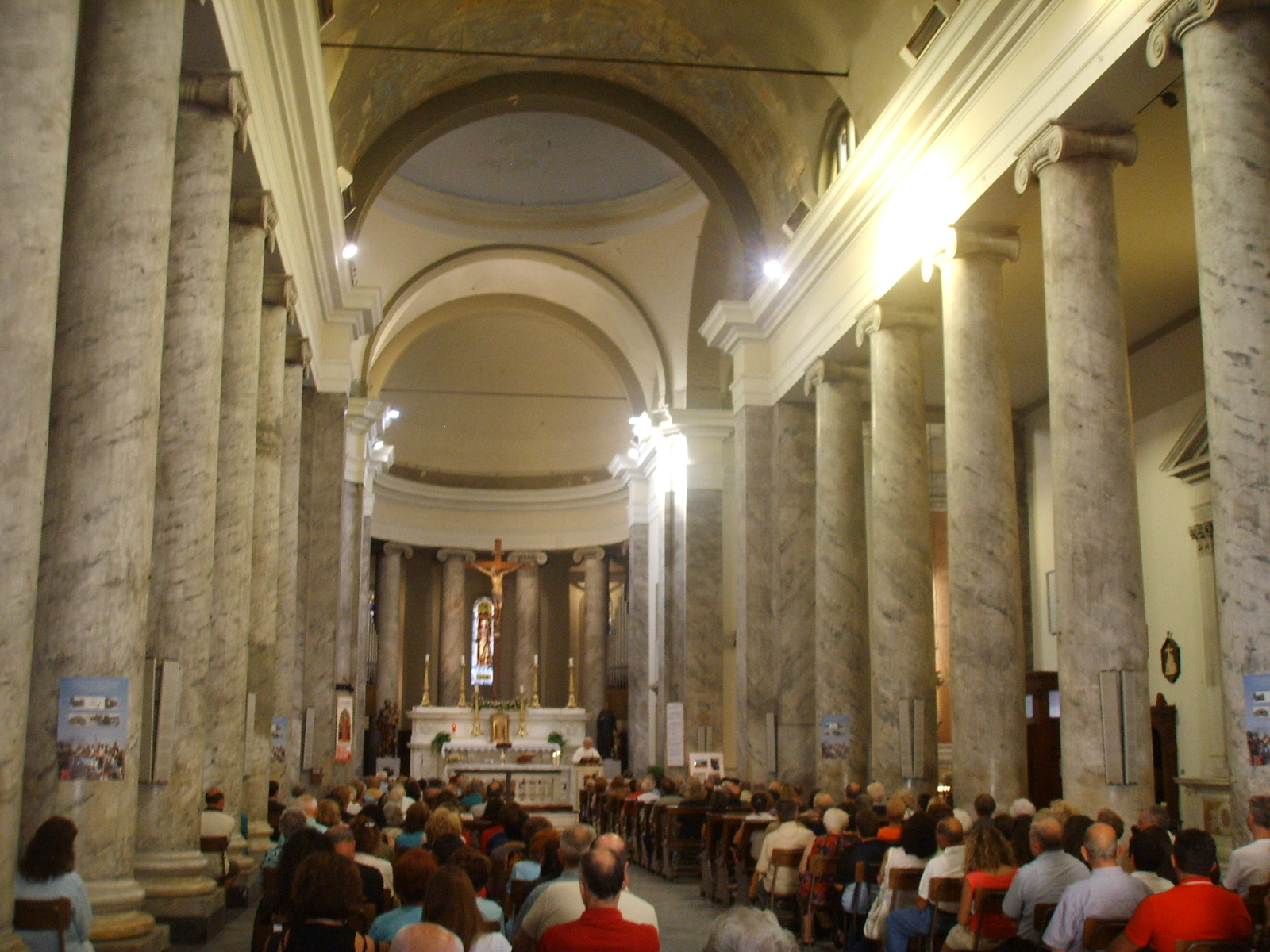
L'interno
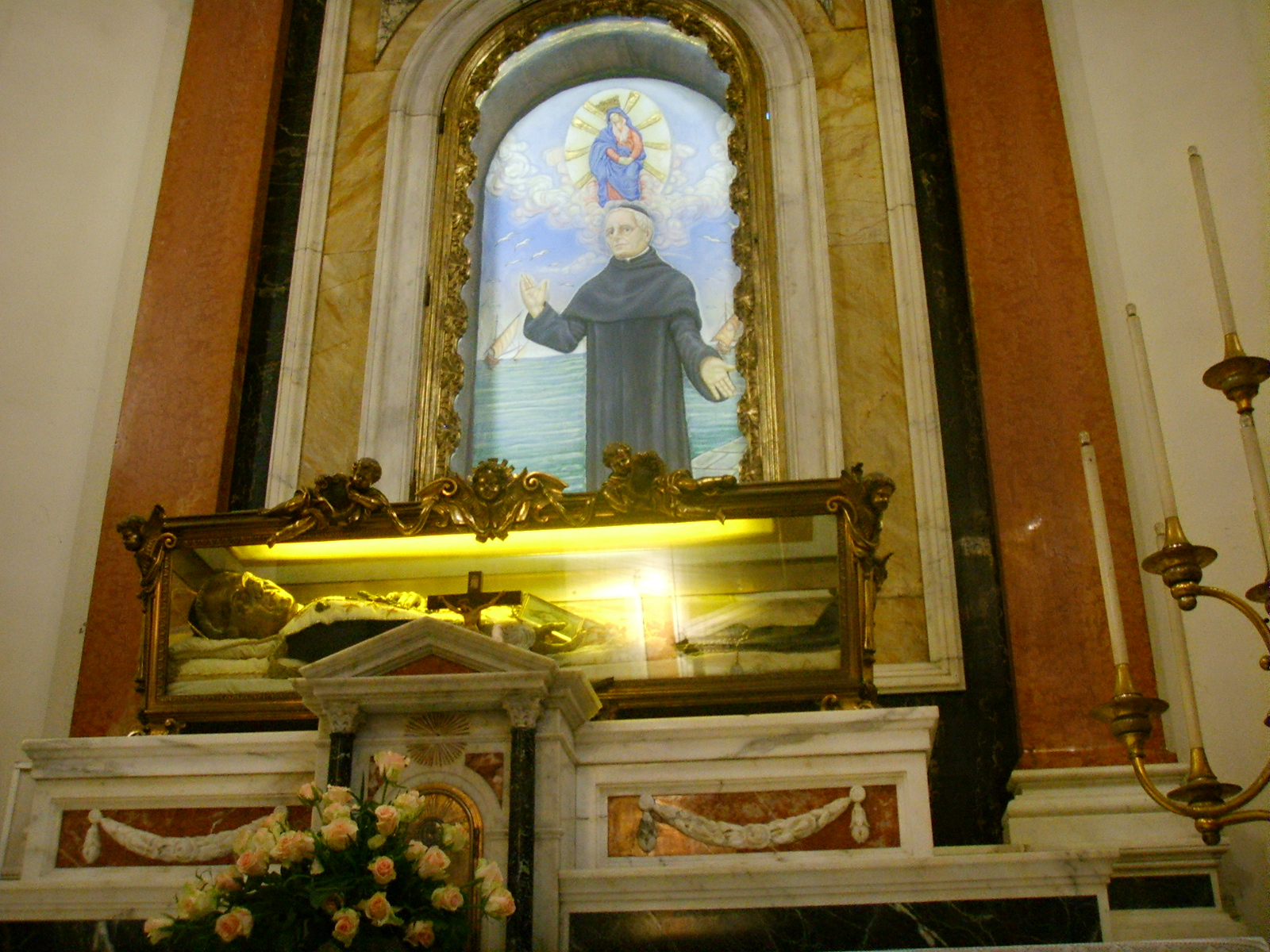
L'altare con le reliquie di sant'Antonio Maria Pucci
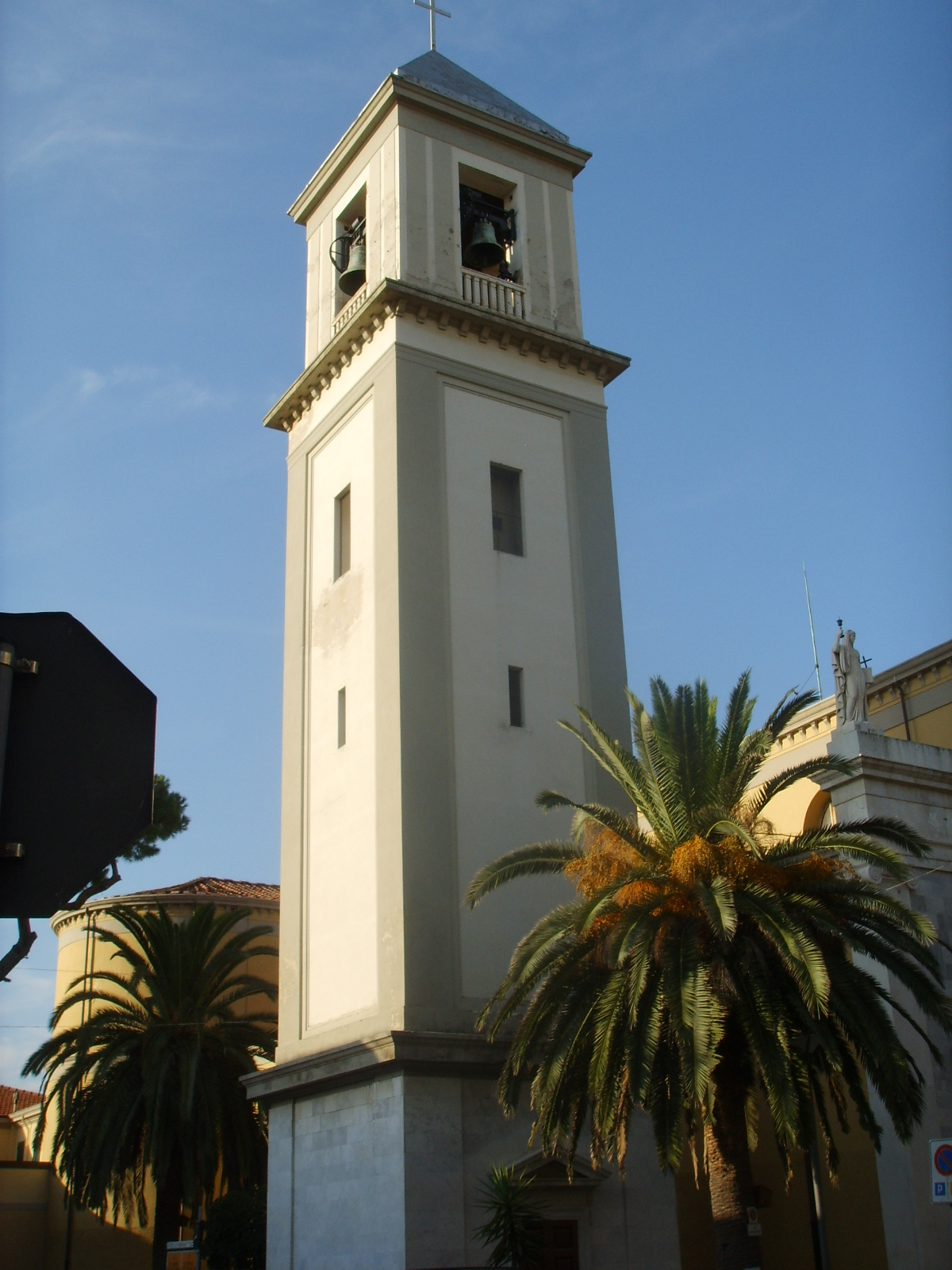
Il campanile
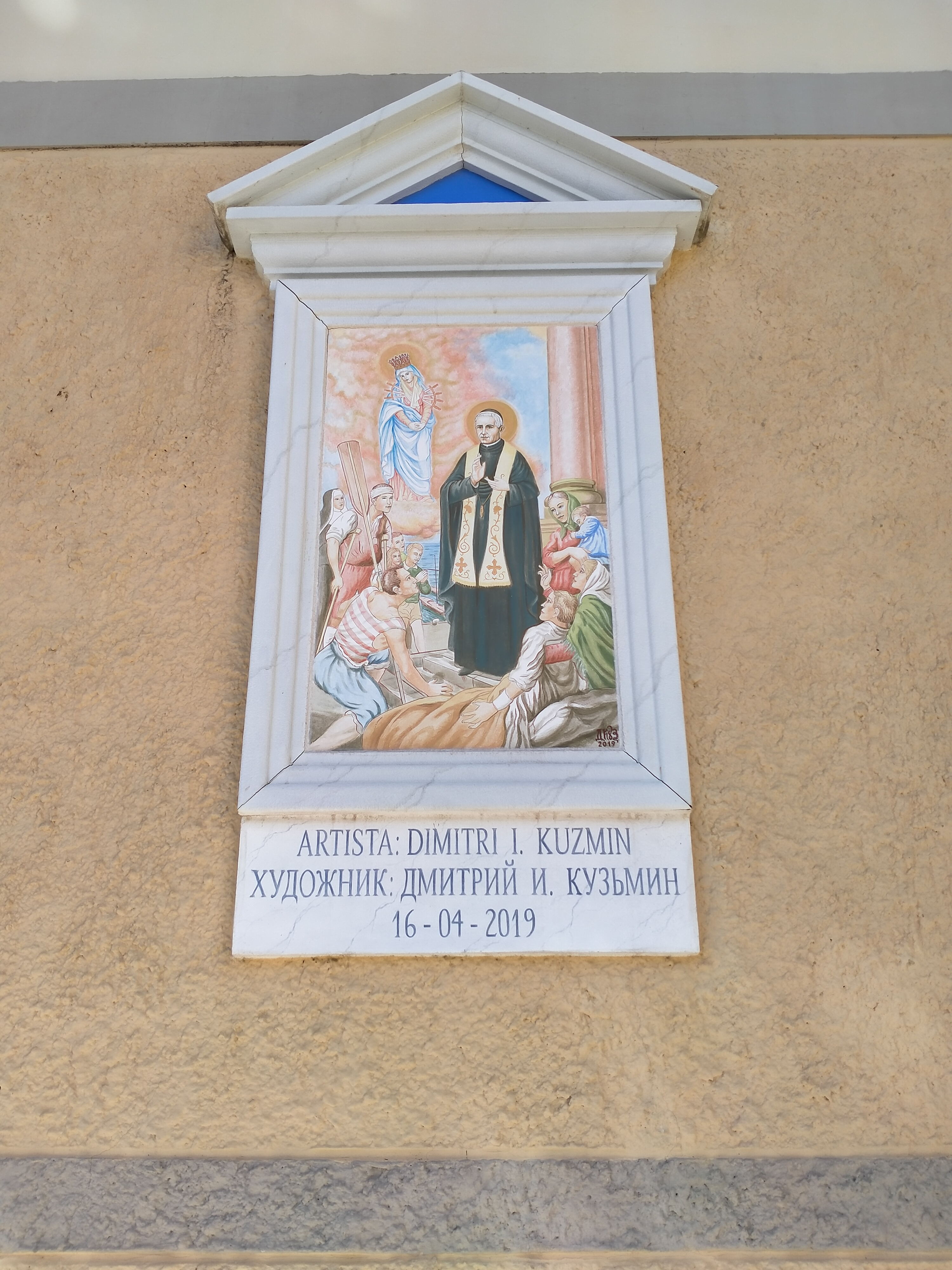
Edicola di Sant'Antonio Maria Pucci sulla facciata esterna della chiesa